# Poecilopsis hector
Poecilopsis hector är en fjärilsart som beskrevs av Harrison. Poecilopsis hector ingår i släktet Poecilopsis och familjen mätare. Inga underarter finns listade i Catalogue of Life.